# Пугачова Христина Олександрівна
Христина Олександрівна Пугачова  (26 червня 1992, Одеса) — українська волейболістка.

## Біографія
Народилась 26 червня 1992 року в Одесі. Перший тренер — Світлана Пугачова. Вихованиця одеської школи волейболу. Займається волейболом з 2004 року. Майстер спорту. Захищала кольори ВК «Хімік». В «Орбіті-ЗТМК-ЗНУ» виступала два сезони на позиції догравальника під № 11. Надалі грала за іноземні клуби.
Навчалася в Черкаському національному університеті ім. Богдана Хмельницького.

## Досягнення
- Триразова чемпіонка України у складі ВК «Хімік»: 2011, 2012, 2013
- Бронзовий призер чемпіонату України: 2014, 2015
- Срібний призер Кубка України: 2011, 2012
- Бронзовий призер Кубка України: 2013, 2014
- Чемпіон Африки: 2017
- Чемпіон Туніса: 2017
- Володар Кубка Туніса: 2017

## Клуби
| Роки      | Команди                 |
| --------- | ----------------------- |
| 2008—2009 | «Златогор» (Золотоноша) |
| 2009—2013 | «Хімік» (Южне)          |
| 2013—2015 | «Орбіта» (Запоріжжя)    |
| 2015—2016 | «Логроньйо»             |
| 2016—2017 | «Картаж»                |
| 2017—2018 | «Тулиця» (Тула)         |